# Thomas Holland (1er duc de Surrey)
Pour les articles homonymes, voir Thomas Holland et Holland.
Titres
Duc de Surrey
29 septembre 1397 – 3 novembre 1399
(2 ans, 1 mois et 5 jours)
Comte de Kent
25 avril 1397 – 7 janvier 1400
(2 ans, 8 mois et 13 jours)
Baron Holand (en)
25 avril 1397 – 7 janvier 1400
(2 ans, 8 mois et 13 jours)
Baron Wake de Liddell
25 avril 1397 – 7 janvier 1400
(2 ans, 8 mois et 13 jours)
Thomas Holland, né le 8 septembre 1372 et décédé le 7 janvier 1400, fut 3e comte de Kent (1397-1400) et duc de Surrey (1397-1399).

## Biographie
Il est le fils de Thomas Holland (1350-1397), 2e comte de Kent, et d'Alice FitzAlan, fille de Richard FitzAlan, comte d'Arundel. Il est également neveu du roi Richard II d'Angleterre. À la mort de son père, en 1397, il devient comte de Kent et est reçu parmi les chevaliers de l'Ordre de la Jarretière. À cette époque, Richard II écarte du pouvoir son oncle Thomas de Woodstock, duc de Gloucester, et ses alliés, et Thomas Holland est envoyé pour arrêter son propre oncle, Richard FitzAlan, comte d'Arundel. En récompense, il reçoit une partie des terres confisquées et est créé duc de Surrey le 29 septembre 1397. Un autre de ses oncles, Jean Holland, est créé duc d'Exeter le même jour. Il est également Lord Lieutenant d'Irlande après la mort du comte d'Ulster Roger Mortimer en 1398-1399.
En 1399, après la déposition de Richard II par Henri de Lancastre (qui devient Henri IV), nombre de conseillers de Richard II sont arrêtés, parmi lesquels Thomas Holland. Il doit renoncer aux terres et aux titres qu'il a acquis après les arrestations du duc de Gloucester et du comte d'Arundel, et redevient simplement comte de Kent. 
Au début de l'année 1400, il complote avec son oncle Jean Holland, ex-duc d'Exeter devenu comte de Huntington, pour assassiner Henri IV, libérer Richard II et rétablir ce dernier sur le trône. Ce complot (appelé soulèvement de l'Épiphanie) échoue et les deux Holland sont arrêtés et exécutés (Hanged, drawn and quartered).
Il ne laisse pas d'enfants de sa femme, Jeanne Stafford, fille du comte de Stafford Hugh Stafford.

## Arbre généalogique
|  |  |                                  |                                  |                                  |                                  | Richard FitzAlan comte d'Arundel | Richard FitzAlan comte d'Arundel | Richard FitzAlan comte d'Arundel | Richard FitzAlan comte d'Arundel | Richard FitzAlan comte d'Arundel | Richard FitzAlan comte d'Arundel |                              |                              |                              |                              | Thomas Holland comte de Kent | Thomas Holland comte de Kent | Thomas Holland comte de Kent | Thomas Holland comte de Kent | Thomas Holland comte de Kent | Thomas Holland comte de Kent |                              |                              |  |  |                           |                           | Jeanne comtesse de Kent   | Jeanne comtesse de Kent   | Jeanne comtesse de Kent   | Jeanne comtesse de Kent   | Jeanne comtesse de Kent | Jeanne comtesse de Kent |                             |                             |                             |                             |                             |                             | Édouard le Prince Noir | Édouard le Prince Noir | Édouard le Prince Noir | Édouard le Prince Noir | Édouard le Prince Noir | Édouard le Prince Noir |  |  |
|  |  |                                  |                                  |                                  |                                  | Richard FitzAlan comte d'Arundel | Richard FitzAlan comte d'Arundel | Richard FitzAlan comte d'Arundel | Richard FitzAlan comte d'Arundel | Richard FitzAlan comte d'Arundel | Richard FitzAlan comte d'Arundel |                              |                              |                              |                              | Thomas Holland comte de Kent | Thomas Holland comte de Kent | Thomas Holland comte de Kent | Thomas Holland comte de Kent | Thomas Holland comte de Kent | Thomas Holland comte de Kent |                              |                              |  |  |                           |                           | Jeanne comtesse de Kent   | Jeanne comtesse de Kent   | Jeanne comtesse de Kent   | Jeanne comtesse de Kent   | Jeanne comtesse de Kent | Jeanne comtesse de Kent |                             |                             |                             |                             |                             |                             | Édouard le Prince Noir | Édouard le Prince Noir | Édouard le Prince Noir | Édouard le Prince Noir | Édouard le Prince Noir | Édouard le Prince Noir |  |  |
|  |  |                                  |                                  |                                  |                                  |                                  |                                  |                                  |                                  |                                  |                                  |                              |                              |                              |                              |                              |                              |                              |                              |                              |                              |                              |                              |  |  |                           |                           |                           |                           |                           |                           |                         |                         |                             |                             |                             |                             |                             |                             |                        |                        |                        |                        |                        |                        |  |  |
|  |  |                                  |                                  |                                  |                                  |                                  |                                  |                                  |                                  |                                  |                                  |                              |                              |                              |                              |                              |                              |                              |                              |                              |                              |                              |                              |  |  |                           |                           |                           |                           |                           |                           |                         |                         |                             |                             |                             |                             |                             |                             |                        |                        |                        |                        |                        |                        |  |  |
|  |  | Richard FitzAlan comte d'Arundel | Richard FitzAlan comte d'Arundel | Richard FitzAlan comte d'Arundel | Richard FitzAlan comte d'Arundel | Richard FitzAlan comte d'Arundel | Richard FitzAlan comte d'Arundel |                                  |                                  | Alice FitzAlan                   | Alice FitzAlan                   | Alice FitzAlan               | Alice FitzAlan               | Alice FitzAlan               | Alice FitzAlan               |                              |                              | Thomas Holland comte de Kent | Thomas Holland comte de Kent | Thomas Holland comte de Kent | Thomas Holland comte de Kent | Thomas Holland comte de Kent | Thomas Holland comte de Kent |  |  | Jean Holland duc d'Exeter | Jean Holland duc d'Exeter | Jean Holland duc d'Exeter | Jean Holland duc d'Exeter | Jean Holland duc d'Exeter | Jean Holland duc d'Exeter |                         |                         | Richard II roi d'Angleterre | Richard II roi d'Angleterre | Richard II roi d'Angleterre | Richard II roi d'Angleterre | Richard II roi d'Angleterre | Richard II roi d'Angleterre |                        |                        |                        |                        |                        |                        |  |  |
|  |  | Richard FitzAlan comte d'Arundel | Richard FitzAlan comte d'Arundel | Richard FitzAlan comte d'Arundel | Richard FitzAlan comte d'Arundel | Richard FitzAlan comte d'Arundel | Richard FitzAlan comte d'Arundel |                                  |                                  | Alice FitzAlan                   | Alice FitzAlan                   | Alice FitzAlan               | Alice FitzAlan               | Alice FitzAlan               | Alice FitzAlan               |                              |                              | Thomas Holland comte de Kent | Thomas Holland comte de Kent | Thomas Holland comte de Kent | Thomas Holland comte de Kent | Thomas Holland comte de Kent | Thomas Holland comte de Kent |  |  | Jean Holland duc d'Exeter | Jean Holland duc d'Exeter | Jean Holland duc d'Exeter | Jean Holland duc d'Exeter | Jean Holland duc d'Exeter | Jean Holland duc d'Exeter |                         |                         | Richard II roi d'Angleterre | Richard II roi d'Angleterre | Richard II roi d'Angleterre | Richard II roi d'Angleterre | Richard II roi d'Angleterre | Richard II roi d'Angleterre |                        |                        |                        |                        |                        |                        |  |  |
|  |  |                                  |                                  |                                  |                                  |                                  |                                  |                                  |                                  |                                  |                                  |                              |                              |                              |                              |                              |                              |                              |                              |                              |                              |                              |                              |  |  |                           |                           |                           |                           |                           |                           |                         |                         |                             |                             |                             |                             |                             |                             |                        |                        |                        |                        |                        |                        |  |  |
|  |  |                                  |                                  |                                  |                                  |                                  |                                  |                                  |                                  |                                  |                                  |                              |                              |                              |                              |                              |                              |                              |                              |                              |                              |                              |                              |  |  |                           |                           |                           |                           |                           |                           |                         |                         |                             |                             |                             |                             |                             |                             |                        |                        |                        |                        |                        |                        |  |  |
|  |  |                                  |                                  |                                  |                                  |                                  |                                  |                                  |                                  | Thomas Holland duc de Surrey     | Thomas Holland duc de Surrey     | Thomas Holland duc de Surrey | Thomas Holland duc de Surrey | Thomas Holland duc de Surrey | Thomas Holland duc de Surrey |                              |                              | Edmond Holland comte de Kent | Edmond Holland comte de Kent | Edmond Holland comte de Kent | Edmond Holland comte de Kent | Edmond Holland comte de Kent | Edmond Holland comte de Kent |  |  |                           |                           |                           |                           |                           |                           |                         |                         |                             |                             |                             |                             |                             |                             |                        |                        |                        |                        |                        |                        |  |  |